# Pfarrkirche Reisenberg

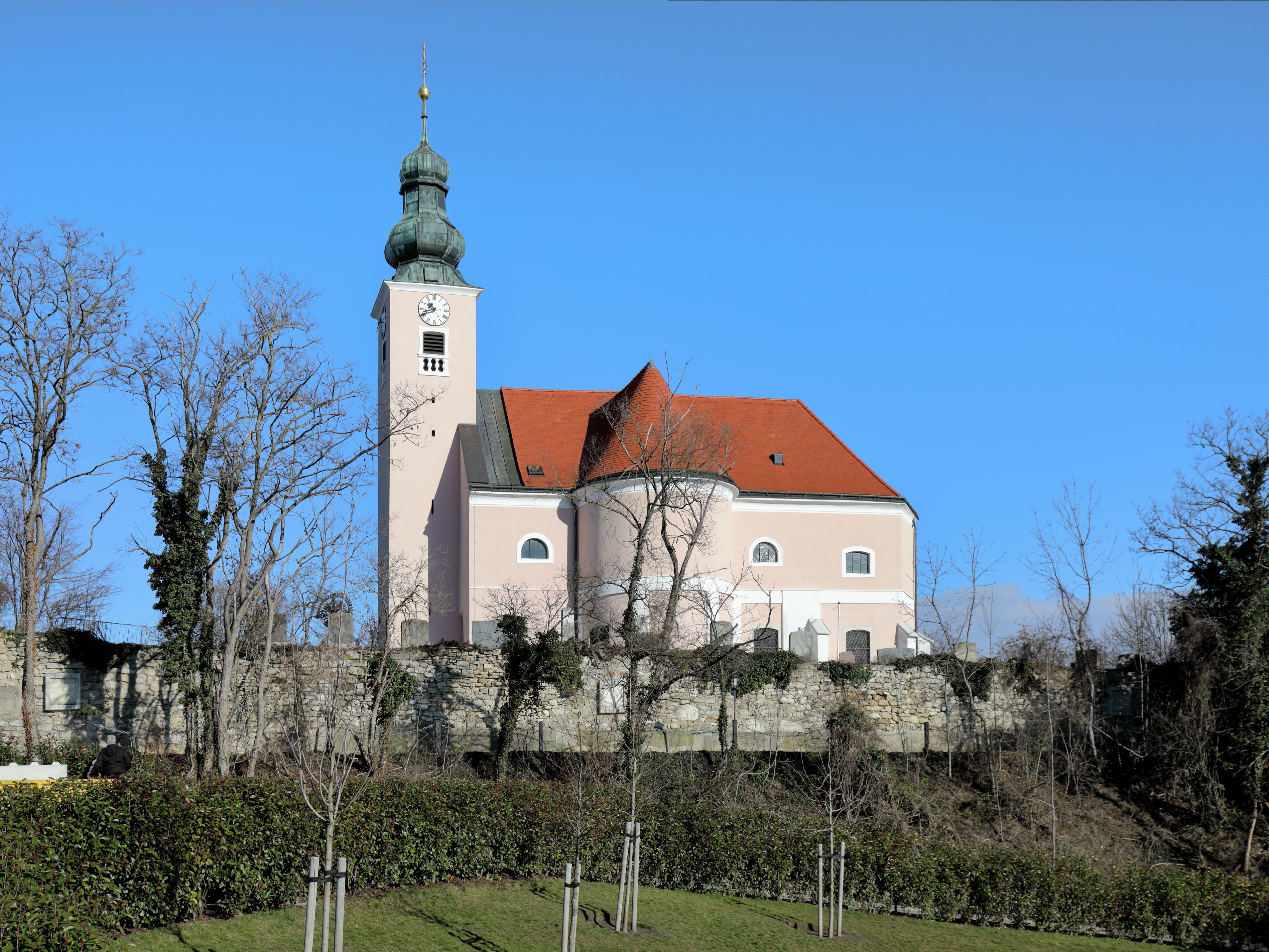
Kath. Pfarrkirche hl. Pankratius in Reisenberg

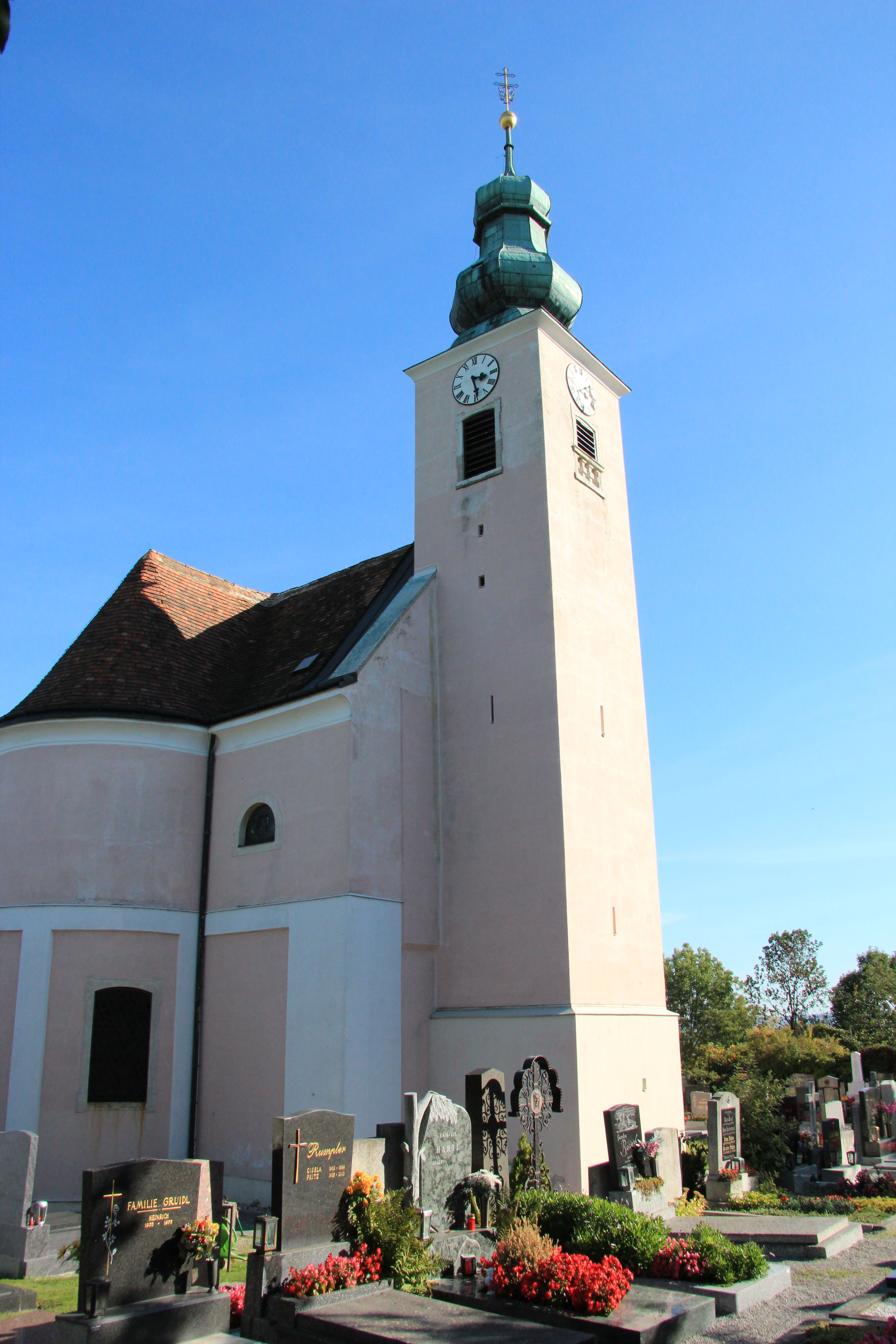
Vorgestellter Westturm der Pfarrkirche

Die römisch-katholische Pfarrkirche Reisenberg steht in der Marktgemeinde Reisenberg in Niederösterreich. Die Pfarrkirche hl. Pankratius gehört zum Dekanat Weigelsdorf im Vikariat Unter dem Wienerwald in der Erzdiözese Wien. Die Kirche, Wehrmauer und der Friedhof stehen unter Denkmalschutz.

## Geschichte
Der Ort Reisenberg wurde 1045 erstmals urkundlich erwähnt. Die Pfarre wurde 1413 erstmals genannt, 1544 bestand schon ein selbständiger, herrschaftlicher Lehenspfarrsprengel mit Seibersdorf. Die Schäden durch die Türken 1683 konnten erst 1703 behoben werden und dabei wurde die Kirche und der Turm deutlich erhöht.

## Architektur
Im Kern ist der Bau eine romanisch-gotische Wehrkirche mit vorgestelltem Westturm. Das hohe romanische Langhaus ist um zwei Exedren erweitert. Im Osten schließt ein spätgotischer Chor mit Strebepfeilern an. Nördlich davon ist die zweigeschoßige barocke Sakristei mit ehemaligem Oratorium. Der ebenfalls gotische Kirchturm hat ein barockes Glockengeschoß und einen Zwiebelturm.
Der Innenraum ist ein dreijochiger Längszentralraum mit Stichkappentonne, wobei das breitere Mitteljoch durch halbkreisförmige Seitenkapellen erweitert ist. Im Westen liegt die Orgelempore. Die Glasmalereifenster sind von 1906 und wurden 1946/47 erneuert.
Einrichtung und Ausstattung
Der barocke Hochaltar wurde 1713 genannt, aus dem 19. Jahrhundert. Das Hochaltarbild zeigt den Hl. Pankratius und ist 1895 von Heinrich Kriegler geschaffen. Die seitlichen Statuen sind Pankratius, Florian, Leonhard und Barbara. Die Seitenaltäre zeigen links Maria mit Jesuskind (von Johann Traub) und rechts Kreuzigungsgruppe mit Maria, Johannes und Maria Magdalena.
Die Kirche wurde mehrmals renoviert, zuletzt 1993/94 außen und 2001 innen. 2016 wurden die drei Glocken in den Tonlagen cis 2, h 1, gis 1 erneuert.
Außen und innen sind einige Grabsteine und -platten erhalten, die meisten stammen von Mitglieder des Adelsgeschlechts Cavriani.